# أريج (إعلاميون من أجل صحافة استقصائية)
أريج هي شبكة إعلاميون من أجل صحافة استقصائية عربية (وبالانجليزية: ARIJ: is the Arab Reporters for Investigative Journalism Network)، هدفها دعم كل ما يختص بالصحافة الاستقصائية في العالم العربي، من خلال تنظيم ورشات تدريب وتوفير تمويل وخبرات إشراف ومتابعة للصحفيات والصحفيين الاستقصائيين لإنتاج تحقيقات استقصائية متنوعة (مكتوبة ومسموعة ومرئية ورقمية)، والتشبيك مع مؤسسات الصحافة الاستقصائية الدولية ومنصات النشر العربية والدولية.

## التأسيس
تأسست أريج في عمان بالأردن عام 2005. وتعمل في 16 دولة عربية، ومع الصحفيات والصحفيين العرب خارج الوطن العربي. ودربت على مدى 15 عاما أكثر من 3500 صحفي/ة وأنتجت أكثر من 650 تحقيقا حازت جوائز دولية.
تنظم أريج سنويا ملتقى للصحافة الاستقصائية، يشارك فيه خبراء ومتخصصون من شتى أنحاء العالم، ويلقي الضوء على التحديات والفرص التي تواجه الصحافة الاستقصائية والمساءلة والإعلام المستقل، كما يقدم فرص تدريب مكثفة. انطلق الملتقى للمرة الأولى عام 2015 في عمّان، وعقد الملتقى افتراضيا في عام 2020 على إثر انتشار جائحة كورونا. وتقدم على هامش هذا الملتقى جوائز أريج السنوية للصحافة الاستقصائية، لتكريم التحقيقات العربية المتميزة.

## التاريخ
ولدت أريج من فكر مشترك بين صحفيين وصحفيات عرب ودنماركيين يحملون توجهات مشابهة، وعقد المؤسسون سلسلة اجتماعات في كوبنهاغن ودمشق وبيروت وعمّان قبل أن يبلوروا بذرة المشروع بتمويل وفّره البرلمان الدنماركي.
منذ ذلك الحين، انضم مانحون جدد لدعم الشبكة، بمن فيهم برنامج دعم الإعلام الدولي (IMS)، ومؤسسة المجتمع المفتوح (OSF)، والوكالة السويدية للتنمية الدولية (SIDA)، والصندوق الوطني للديمقدراطية (NED)، ومشروع فيسبوك للصحافة، ومنظمة وان إفرا، والسفارة الألمانية في عمان، وصندوق الأمم المتحدة للديمقراطية (UNDEF)، وسفارة هولندا في عمان، ومكتب الديمقراطية وحقوق الإنسان والعمل (DRL)، ومؤسسة فريدريتش ناومان من أجل الحرية (FNF)، والمركز الليبرالي الدولي السويدي (SILC)، وسيغريد راوزينغ Sigrid Rausing Trust، وويكيمديا وغيرها من المؤسسات المانحة.
توفر أريج تدريبات متنوعة منها: مهارات السرد الإبداعي، وتقنيات المقابلة الصحافية المبنية على مبدأ المساءلة، وكيفية تقصي مجموعات سياسية مغلقة، وعقود النفط والغاز، والتلوث البيئي، وحقوق الإنسان والمرأة خصوصا، إلى جانب بناء نص تلفزيوني مشوق وتشفير البيانات.
واستجابة لرغبات كليات الإعلام، طوّرت أريج مساقا أكاديميا موسعا بالاستناد إلى دليلها الإرشادي. يتوزع المساق على ثلاث ساعات جامعية معتمدة، بما في ذلك قراءات في تجارب صحافة الاستقصاء العربية، إلى جانب تكليف الطلاب بإجراء تحقيقات صحافية من بيئتهم. كما يتضمن جداول بأهم المصادر المفتوحة والمغلقة والبيئة القانونية لصحافة الاستقصاء في دول المنطقة. ويدرس المساق حاليا في أكثر من 20 جامعة وكلية على امتداد الوطن العربي.
كما أطلقت أريج على هامش ملتقاها السنوي الرابع عشر، الذي أقيم في ديسمبر/ كانون الأول 2021 مجموعة من المبادرات والمشاريع ما بين التحقق والسلامة الرقمية والتبليغ الإلكتروني.

## ابرز المشاريع
الشبكة العربية لمدققي المعلومات (AFCN) هي شبكة تعمل على تعزيز الشفافية والحيادية في تدقيق المعلومات في المحتوى العربي وفي العالم العربي. الشبكة تأتي نتيجة التصاعد في المعلومات الخاطئة والمضللة وسط أزمات غير مسبوقة بعد كوفيد-19 حول العالم.
أكاديمية أريج: منصة تعليمية تفاعلية مجانية عن بعد تتضمن كل التدريبات التي تجريها أريج، إضافة إلى التفاعل المباشر ما بين الصحفيين والصحفيات الاستقصائيين والمدربين والمدربات المحترفين.
لن أبقى صامتة: يستهدف هذا المشروع المجتمع الصحفي العربي في توجه شمولي يتضمن: التوعية والتدريب والدعم لكسر حاجز الصمت تجاه كل أشكال إساءة استخدام السلطة من الاحتيال والفساد إلى التحرش الإلكتروني، وكل أشكال التحرش والتنمر والتمييز وخطاب الكراهية، وذلك من خلال نشاطات توعية إلكترونية، وتدريبات متخصصة متنوعة، وتقديم دعم مباشر في المجالين النفسي والرقمي.